# Мартинівська волость (Лебединський повіт)
Мартинівська волость — адміністративно-територіальна одиниця Лебединського повіту Харківської губернії.
Найбільші поселення волості станом на 1914 рік:
- село Мартинівка — 1377 мешканців;
- село Лосівка — 1189 мешканців.

Старшиною волості був Летвиненко Данило Федотович, волосним писарем — Арехов Андрій Матвійович, головою волосного суду — Галицький Іван Петрович.